# Mutsumi Tamura
Pour les articles homonymes, voir Tamura.
田村 睦心
Mutsumi Tamura (田村 睦心, Tamura Mutsumi), née le 19 juin 1987, est une comédienne de doublage japonaise affiliée à I'm Entreprise.

## Biographie
Elle commence sa carrière avec ef: a tale of memories, ainsi que dans la série animée Battle Spirits: Shounen Toppas Bashin en tant que personnage principal. En août 2015, Tamura subit une opération afin de retirer un polype de sa gorge. Elle écrit sur son blog qu'elle reprendra ses activités le 1er septembre de cette même année et explique ses problèmes de santé le 8 septembre à la radio.

## Filmographie

### Animations originales internet
| Année   | Titre                                 | Rôle                  | Source |
| ------- | ------------------------------------- | --------------------- | ------ |
| 2021    | Beyblade Burst Dynamite Battle        | Bell Daikokuten       | [ 1 ]  |
| 2021    | The Way of the Househusband           | Ryota                 | [ 2 ]  |
| 2021–22 | JoJo's Bizarre Adventure: Stone Ocean | Ermes Costello, Eldis | ,      |
| 2022    | Doomsday With My Dog                  | Haru the Dog          | [ 4 ]  |

### Vidéo d'animation originales
| Année       | Titre                      | Rôle          | Source |
| ----------- | -------------------------- | ------------- | ------ |
|             | Five Numbers!              | Coupier       |        |
|             | Kill Me Baby Super         | Sonya         |        |
|             | Mobile Suit Gundam Unicorn | Tikva         |        |
|             | Cat Planet Cuties          | Kio Kakazu    |        |
| depuis 2011 | Seitokai Yakuindomo        | Sayaka Dejima |        |

### Films d'animation
| Année | Titre                                                               | Rôle                        | Source |
| ----- | ------------------------------------------------------------------- | --------------------------- | ------ |
| 2010  | Naruto Shippuden the Movie: The Lost Tower                          | Kakashi Hatake (young)      |        |
| 2012  | Tiger & Bunny: The Beginning                                        | Kotetsu T. Kaburagi (young) |        |
| 2015  | Cyborg 009 Vs. Devilman                                             | Abel / Cyborg 0017          | [ 5 ]  |
| 2015  | Digimon Adventure tri.                                              | Koshiro Izumi               | [ 6 ]  |
| 2017  | Yo-kai Watch Shadowside: Oni-o no Fukkatsu                          | Akinori Arihoshi            |        |
| 2019  | Saga of Tanya the Evil: The Movie                                   | Vivi                        | [ 7 ]  |
| 2019  | Is It Wrong to Try to Pick Up Girls in a Dungeon?                   | Finn Deimne                 | [ 2 ]  |
| 2019  | Yo-kai Watch Jam the Movie: Yo-Kai Academy Y - Can a Cat be a Hero? | Jinpei Jiba                 | [ 8 ]  |
| 2020  | Digimon Adventure: Last Evolution Kizuna                            | Koshiro Izumi               | [ 9 ]  |
| 2020  | Happy-Go-Lucky Days                                                 | Yoriko-san                  | [ 10 ] |
| 2022  | Drifting Home                                                       | Kosuke Kumagai              | [ 11 ] |
| 2022  | To Every You I've Loved Before                                      |                             | [ 12 ] |
| 2022  | To Me, the One Who Loved You                                        |                             | [ 13 ] |
| 2023  | Rakudai Majo: Fūka to Yami no Majo                                  | Chitose                     | [ 14 ] |
| 2023  | Sand Land                                                           | Beelzebub                   | [ 15 ] |

### Jeux vidéo
| Année | Titre                                            | Rôle                            | Source |
| ----- | ------------------------------------------------ | ------------------------------- | ------ |
| 2006  | Granado Espada                                   | Marchetti                       |        |
| 2012  | Under Night In-Birth                             | Byakuya                         |        |
| 2013  | Metal Gear Rising: Revengeance                   | George                          | [ 2 ]  |
| 2013  | Horizon in the Middle of Nowhere Portable        | Toussaint Neshinbara            |        |
| 2013  | The Last of Us                                   | Riley Abel                      |        |
| 2014  | Yatagarasu Attack on Cataclysm                   | Hinukan Kou                     | [ 16 ] |
| 2015  | Battle Girl High School                          | Asuha Kusunoki                  |        |
| 2015  | Dragon Ball Xenoverse                            | Time Patroller (Female 10)      |        |
| 2016  | Dragon Quest Heroes II                           | Gabo                            | [ 2 ]  |
| 2016  | Monster Hunter Stories                           | Protagonist (Male Voice 1)      |        |
| 2017  | Azur Lane                                        | IJN Ise                         |        |
| 2017  | Shin Megami Tensei: Strange Journey Redux        | Mia, Anahita                    | [ 2 ]  |
| 2017  | Kirara Fantasia                                  | Cardamom                        |        |
| 2017  | Fire Emblem Heroes                               | Malice, Arval, Lyon (jeune)     |        |
| 2018  | Super Robot Wars X                               | Lasha Hakkarainen               | [ 2 ]  |
| 2018  | Captain Tsubasa Zero: Miracle Shoot              | Ryō ishizaki                    |        |
| 2018  | Dragalia Lost                                    | Yuya                            |        |
| 2019  | Yo-kai Watch 4                                   | Akinori Arihoshi                |        |
| 2019  | Grand Chase Dimensional Chaser                   | Esnar Din Kanavan               |        |
| 2019  | Jump Force                                       | Avatar                          | [ 2 ]  |
| 2020  | Girls' Frontline                                 | PM1910, SVCh                    |        |
| 2020  | Captain Tsubasa: Rise of New Champions           | Ryō ishizaki                    |        |
| 2020  | Guardian Tales                                   | Golem Rider Alef                | [ 17 ] |
| 2020  | Genshin Impact                                   | Teucer                          |        |
| 2020  | Crash Fever                                      | Durkheim                        |        |
| 2020  | Sword Art Online: Alicization Lycoris            | Renly                           |        |
| 2020  | Demon's Souls                                    | Yuria, the Witch; Selen Vinland | [ 2 ]  |
| 2021  | The Legend of Heroes: Trails Through Daybreak    | Quatre Salision                 |        |
| 2021  | Gate of Nightmares                               | Tom                             |        |
| 2022  | JoJo's Bizarre Adventure: All Star Battle R      | Hermes Costello                 | [ 18 ] |
| 2022  | Fire Emblem Warriors: Three Hopes                | Arval, Epimenides               |        |
| 2022  | The Legend of Heroes: Trails Through Daybreak II | Quatre Salision                 | [ 19 ] |
| 2022  | Goddess of Victory: Nikke                        | Mihara, Milk                    | [ 20 ] |
| 2023  | Path to Nowhere                                  | Deren                           | [ 21 ] |
| 2023  | Street Fighter 6                                 | A.K.I                           | [ 22 ] |
| 2023  | Fate/Samurai Remnant                             | Yui Shousetsu                   | [ 23 ] |

### Doublage de média étrangers

#### Animation
| Titre                               | Rôle                     | Source |
| ----------------------------------- | ------------------------ | ------ |
| Love, Death & Robots                | Harper                   | [ 24 ] |
| Spider-Man: Across the Spider-Verse | Jess Drew / Spider-Woman | [ 25 ] |
| Star Wars Resistance                | Tam Ryvora               | [ 26 ] |
| Turning Red                         | Priya                    | [ 27 ] |
| The Loud House                      | Luna Loud, Lisa Loud     | [ 28 ] |
| The Casagrandes                     | Luna Loud, Lisa Loud     |        |
| Blue Eye Samurai                    | Mizu                     | [ 29 ] |